# NGC 607
NGC 607 is een groep van drie sterren in het sterrenbeeld Walvis. Het hemelobject werd op 23 augustus 1855 ontdekt door de Duits-Deense astronoom Heinrich Louis d’Arrest.
Waarnemers met telescopen die zich in de Benelux bevinden kunnen het drietal sterren van NGC 607 gebruiken als gidssterren om geostationaire satellieten waar te nemen. Gezien vanuit de Benelux loopt de gordel van de geostationaire satellieten langsheen dit object, waardoor telescopen met volgmechanisme, gedurende een aantal minuten of uren gericht naar NGC 607, wel eens meerdere traag voorbij bewegende lichtpuntjes laten zien: geostationaire satellieten.